# Foley, Minnesota
Foley là một thành phố thuộc quận Benton, tiểu bang Minnesota, Hoa Kỳ. Năm 2010, dân số của thành phố này là 2603 người.

## Dân số
- Dân số năm 2000: 2154 người.
- Dân số năm 2010: 2603 người.